# 濱江廳
濱江廳，清朝末期设置的廳，属于吉林省。
光绪年间，在松花江右滩地设哈尔滨关道、江防同知。光绪三十二年（1906年），设濱江关江防同知、巡检，管理中东铁路周边地区。宣统元年（1909年），改为雙城府分防同知厅，管理双城府东北沿江地。宣统二年（1910年），改为抚民同知，治今黑龙江省哈尔滨市，为西北路道治所。中华民国二年（1913年）废濱江廳，改置滨江县。